# رولام الله نور
رولام الله نور (انگلیسی: Rolamellah Nouar؛ زادهٔ ۲۷ ژوئن ۱۹۸۲) بازیکن فوتبال اهل الجزایر است.
از باشگاه‌هایی که در آن بازی کرده‌است می‌توان به باشگاه ورزشی آمیان اشاره کرد.
وی همچنین در تیم ملی فوتبال الجزایر بازی کرده‌است.